# Strzelanina na uniwersytecie w Permie
Strzelanina na uniwersytecie w Permie – strzelanina, która miała miejsce 20 września 2021 roku na uniwersytecie w Permie w kraju permskim w Rosji; uzbrojony napastnik, 18-letni student tej uczelni Timur Bekmansurow, zastrzelił 6 osób i ranił 43 inne. Podczas próby zatrzymania doszło między nim a policją do wymiany ognia, w wyniku której sprawca został ranny.

## Tło
Przed atakiem w Permie rosyjscy politycy zdecydowali się podnieść wiek od którego można legalnie w tym kraju posiadać broń i procedować ustawy z tym związane, ale w momencie strzelaniny w Permie to prawo już było co prawda uchwalone, ale nie weszło jeszcze wtedy w życie. Rosyjscy śledczy po ataku zaczęli obwiniać o masakrę w Permie nagłaśnianie tego typu zdarzeń z USA i różnych innych części świata w telewizji, co – ich zdaniem – zainspirowało sprawcę masakry.

## Przebieg
Strzelanina rozpoczęła się około 11:00 rano, a uczniowie i nauczyciele, którzy wtedy byli na lekcjach, używali różnych przedmiotów w salach do zabarykadowania drzwi wejściowych do klas. Sprawca zastrzelił 6 osób i ranił 43 inne, po czym został postrzelony przez policjanta drogówki, który jako pierwszy zareagował na strzelaninę i przybył na miejsce ponieważ znajdował się nieopodal. Napastnik trafił następnie do szpitala w stanie krytycznym.

## Ofiary strzelaniny
W strzelaninie zginęło 6 osób. Osoby te zostały później zidentyfikowane jako 5 kobiet i mężczyzna; byli oni w wieku od 18 do 66 lat. 44 osoby zostały ranne, w tym napastnik. W strzelaninie zginęli: 
1. Anna Aigełdina (lat 24)
2. Jarosław Aramłew (lat 19)
3. Margarita Engaus (lat 66)
4. Aleksandra Mokchowa (lat 20)
5. Ksenia Samczenko (lat 18)
6. Jekatierina Szakirowa (lat 19)

## Sprawca
Sprawcą ataku był 18-letni Timur Bekmansurow, student uczelni w Permie, który zamieścił wcześniej w mediach społecznościowych post, w którym napisał, że nie kierował się motywami terrorystycznymi i od dawna chciał dokonać masakry w szkole, a teraz przyszedł czas, żeby jego marzenie o strzelaninie się spełniło. Dokładne motywy sprawcy nie są znane, ale napisał on, że jego motywem była nienawiść do ludzkości, opublikował także swoje zdjęcie, w hełmie i z bronią oraz z wulgarnym gestem skierowanym do kamery.

## Reakcje
Studenci, personel i mieszkańcy Permu dzień po ataku zaczęli składać przy wejściu na teren kampusu kwiaty, świece żałobne i fotografie osób zabitych w ataku. Władze Rosji zdecydowały się także przyspieszyć proces wdrażania w życie ustaw mających na celu zaostrzyć dostęp do broni w Rosji.